# General Kolevo
General Kolevo (bulgariska: Генерал Колево) är ett distrikt i Bulgarien.   Det ligger i kommunen Obsjtina Văltjidol och regionen Oblast Varna, i den nordöstra delen av landet, 300 km öster om huvudstaden Sofia.
Trakten runt General Kolevo består till största delen av jordbruksmark. Runt General Kolevo är det ganska glesbefolkat, med 30 invånare per kvadratkilometer.